# Meena Lee

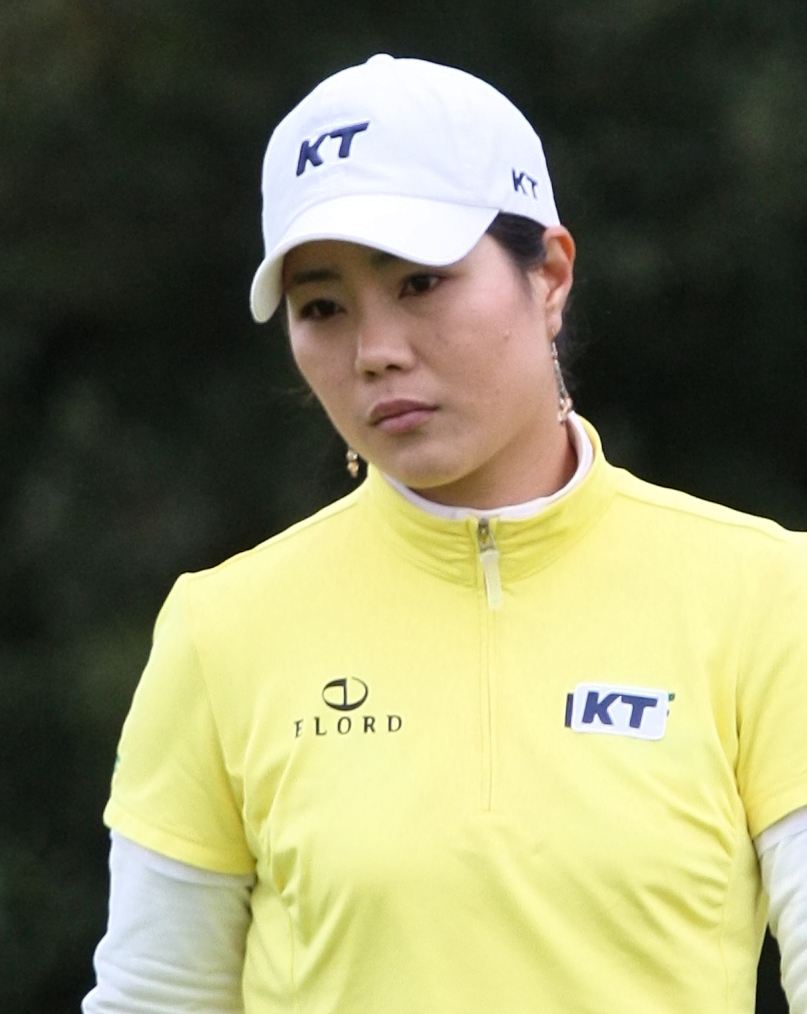
Lee in 2009

Meena Lee (25 december 1981) is een golfprofessional uit Zuid-Korea. Ze speelt sinds 2005 op de Amerikaanse Tour (LPGA Tour).
Haar naam was aanvankelijk Lee Mi-na, maar in 2005 veranderde zij die in Mee Lee, en een paar maanden later in Meena Lee.

## Professional
Meena Lee werd in 2005 professional onder de naam Meena Lee. Op de Tourschool van 2004 had ze haar spelerskaart verdiend. In haar rookiejaar won zij het Canadees Open en stond ze aan het einde van het seizoen op de 7de plaats van de ranglijst.

### Gewonnen
Koreaanse Tour
- 2002: SK EnClean Invitational, Hours Mall Invitational, Woori Stock Classic
- 2003: Lakeside Open

Amerikaanse Tour (LPGA Tour)
- 2005: BMO Financial Group Canadian Women's Open (-9)
- 2006: Fields Open in Hawaï (-14) na play-off tegen Seon Hwa Lee